# 麻英乡
麻英乡，是中华人民共和国四川省广元市旺苍县曾经下辖的一个乡。2020年5月，撤销麻英乡、枣林乡，将原麻英乡和原枣林乡大埝村、解放村所属行政区域划归白水镇管辖。

## 行政区划
麻英乡撤销前下辖以下地区：
建设村、新民村、友爱村、水峰村、旗杆村、龙珠村、小岩村、燕山村和松林村。